# Jakub Łoś
Jakub Łoś (Januszowski) herbu Dąbrowa (ur. 1632, zm. 24 sierpnia 1688) – towarzysz pancerny, husarz, autor pamiętnika.

## Życiorys
Urodził się w 1632 w szlacheckiej rodzinie Łosiów herbu Dąbrowa, wywodzącej się z Mazowsza, a osiadłej pod koniec XVI wieku w przemyskiem. Był synem Wojciecha i Anny z Horodyńskich. Pisał się z Grodków na pamiątkę starej mazowieckiej siedziby rodu.
Służbę w wojsku koronnym rozpoczął w 1655, podczas najazdu szwedzkiego na Polskę jako towarzysz chorągwi pancernej wojewody sandomierskiego Władysława Gonzagi Myszkowskiego, bił się ze Szwedami w bitwach pod Warką i Kłeckiem, 26 sierpnia 1656 w krwawym starciu pod Strzemesznem został ranny. Po wyleczeniu ran brał udział w walkach o Łowicz i Chojnice. Po wyparciu Szwedów z Rzeczypospolitej, wziął udział w wyprawie Stefana Czarnieckiego do Danii, w latach 1658-1659.
W 1660 wzbogacony łupami wojennymi, wystawił poczet husarski i zaciągnął się do chorągwi husarskiej Jerzego Lubomirskiego, z tą formacją walczył z wojskami moskiewskimi na Polesiu i Litwie. Jako doświadczony żołnierz dowodził w tej kampanii mniejszymi oddziałami. Był uczestnikiem bitwy pod Połonką oraz oblężenia Mohylewa, 8 października 1660 walczył w bitwie nad rzeką Basią. Walczył także w bitwie pod Tołoczynem.
Podczas rokoszu Lubomirskiego stanął po stronie opozycji, bił się w bratobójczych bitwach z wojskami królewskimi pod Częstochową i pod Mątwami.
Po rokoszu, w 1667 jako stronnik Lubomirskiego został prawdopodobnie usunięty z wojska, w tym roku bowiem przerwał zapisy w pamiętniku, osiadł w rodzinnym majątku, założył rodzinę poślubiwszy Elżbietę Rożniatowską z Rożniatowic. W latach 1676–1682 kontynuował pisanie pamiętnika, uzupełnił go w tym czasie o nowe spostrzeżenia, wypisy z kronik i wywody genealogiczne.
Jego synem był Jacek, podczaszy i sędzia grodzki bełski.
Jakub Łoś zmarł 24 sierpnia 1688.